# Thomas Genevois
Pour les articles homonymes, voir Genevois.
Pas d'image ? Cliquez ici

a Compétitions nationales et continentales officielles uniquement.

Dernière mise à jour le 21 mars 2018.
Thomas Genevois, né le 23 avril 1983 au Creusot, est un joueur français de rugby à XV qui évolue au poste de troisième ligne aile ou troisième ligne centre.

## Biographie
Il évolue au sein des clubs du Castres olympique, de l'US Oyonnax et du RC Narbonne, puis au CS Bourgoin-Jallieu de 2008 à 2011.
À l'intersaison 2016, en partance du RC Chalon, il rejoint le CS Beaune.